# 393 Lampetia
A 393 Lampetia (ideiglenes jelöléssel 1894 BG) a Naprendszer kisbolygóövében található aszteroida. Maximilian Franz Joseph Cornelius Wolf fedezte fel 1894. november 4-én.